# Vie romaine
Il est difficile de décrire précisément la vie des Romains, tant elle est différente selon la classe socio-économique ou l'époque. On peut cependant décrire les grandes influences qui ont pesé sur la vie des Romains et leurs conséquence du VIIe siècle av. J.-C. au Ve siècle.

## Habitations
À la fin du IIe siècle av. J.-C., les insulae apparaissent dans les villes ; il s'agit d'immeubles de rapport constitués d'appartements. Elles se multiplient durant toute la fin de la période républicaine pour devenir une caractéristique du centre urbain de Rome au début de l'Empire romain.

## Hygiène
Les Romains ne connaissaient pas le savon. Pour se laver, ils utilisaient de la soude, de la cendre et de l'huile, ou se raclaient la peau avec un strigile pour la débarrasser de ses impuretés.
Les thermes romains abritaient les bains publics et permettaient à la population de se laver dans de bonnes conditions d'hygiène.

## Repas et cuisine
Les Romains pauvres n’avaient pas de cuisine et devaient acheter leur nourriture dans une taverne qui proposait des plats simples. Ces plats étaient constitués le plus souvent d'un gruau de céréales ou un ragoût de légumes.

## Avant les guerres puniques
Selon les sources corroborées avec l'archéologie, les Latins étaient pour l'essentiel des Pasteurs venus à l'agriculture après la fondation de Rome et l'alliance avec les Sabins. La fondation de Rome s'accompagne d'un développement économique important et la ville s'urbanise rapidement avec des artisans étrusques, latins, sabins. Les conflits avec les cités voisines sont une menace permanente. La monarchie passe rapidement sous l'influence de la culture étrusque et la cité acquiert ses premières constructions. En devenant la plus grande ville du monde, elle doit s'appuyer sur la force militaire que représentent ses paysans. Le clientélisme et la religiosité restent les caractères dominants de cette société. Les jeux de nature religieuse apparaissent vers -500 et les bains au IIIe siècle av. J.-C. qui ne deviennent publics qu'au IIe siècle av. J.-C.

## L'expansion territoriale
Les citadins de la Rome antique sont ensuite constamment influencés par la culture hellénistique, cela se traduit dans l'éducation, par l'introduction de la philosophie et plus précisément du stoïcisme dans les rapports humains. Les biens de consommation venus de tous les horizons se multiplient et sont accessibles à tous. L'oisiveté des riches Romains et des clients ne doit pas faire oublier que Rome était une ville très active et que, comme les autres cités italiennes, elle grouillait de petits entrepreneurs.